# برتنیتسه
برتنیتسه (به چکی: Brtnice) یک منطقهٔ مسکونی در جمهوری چک است که در ناحیه ییهلاوا واقع شده‌است. برتنیتسه ۳٬۷۵۶ نفر جمعیت دارد.

## خواهرخوانده
شهر Orpund خواهرخواندهٔ برتنیتسه هست.